# 黒崎出入口
黒崎出入口（くろさきでいりぐち）は福岡県北九州市八幡西区にある北九州高速道路4号線の出入口。
黒崎出入口は2ヶ所あり、春日寄りの出入口は春日方面からしか出入りできず、引野口交差点をオーバーパスして国道200号へ流入する形状となっている。馬場山寄りの出入口は春日方面・馬場山方面どちらへも行き来できる。折尾・中間方面の利用は前者を、黒崎方面の利用は後者を使用するのが便利。
黒崎から馬場山までが旧北九州直方道路の区間であり、この区間のみ80km/h規制となる（他の区間は60km/h）
名称は「黒崎」とされているものの、黒崎からは約4km離れており、所在地は八幡西区引野の国道200号沿いであるため、引野ICまたは引野口と呼ばれる。市民でも「黒崎IC」で通じないことがある。黒崎の繁華街までは車で約10分かかる。また、折尾側出入口からも、折尾地区までは車移動で20分程度を要する。小倉方面から黒崎・折尾方面へ向かう場合は、後に整備された北九州高速5号線・黒崎バイパスを利用する方が便利である。

## 道路
- 北九州高速4号線(410,411)

### 案内板
- 411 黒崎 折尾

## 料金所
ブース数：7

### 黒崎西料金所
- ブース数：3
  - ETC専用：1
  - 一般：1
  - 閉鎖中：1

### 黒崎東料金所
- ブース数：4
  - ETC専用：1
  - 一般：1
  - 閉鎖中：2

## 接続する道路
- 国道200号
- 国道211号
- 福岡県道11号有毛引野線（国道200号経由）

### バス停留所
- 西鉄バス北九州・引野口（高速バスも一時高速道路を降り、停車する）

## 周辺
- 一蘭黒崎インター引野口店
- 福岡県立八幡工業高等学校
- 福岡県立八幡南高等学校
- 北九州市立的場池球場
- 北九州ハイツ

## 隣
北九州高速4号線
(409)大谷出入口 - 大谷JCT - (410,411)黒崎出入口 - (412)小嶺出入口 - (413)馬場山出入口